# Монцуно
Монцуно (итал. Monzuno) је насеље у Италији у округу Болоња, региону Емилија-Ромања.
Према процени из 2011. у насељу је живело 1182 становника. Насеље се налази на надморској висини од 638 м.

## Становништво
| 1931. | 1936. | 1951. | 1961. | 1971. | 1981. | 1991. | 2001. | 2011. |
| ----- | ----- | ----- | ----- | ----- | ----- | ----- | ----- | ----- |
| 6.407 | 6.214 | 4.792 | 3.867 | 3.211 | 3.655 | 4.267 | 5.254 | 6.133 |